# Suidakra
I Suidakra sono una band death metal con influenze folk metal formatasi a Düsseldorf, in Germania, nel 1994.

## Storia

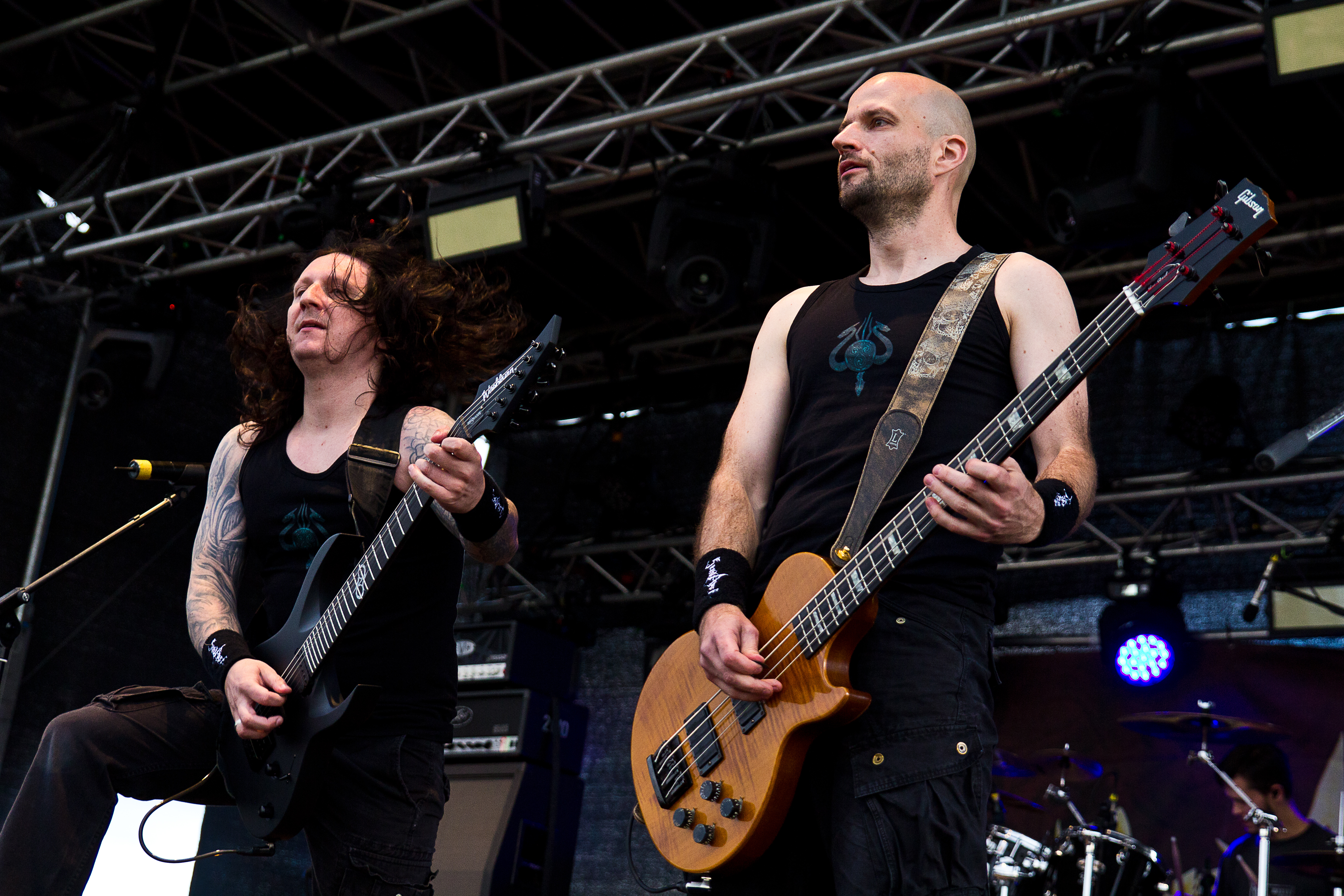
Arkadius Antonik e Tim Siebrecht al Rockharz Open Air 2015

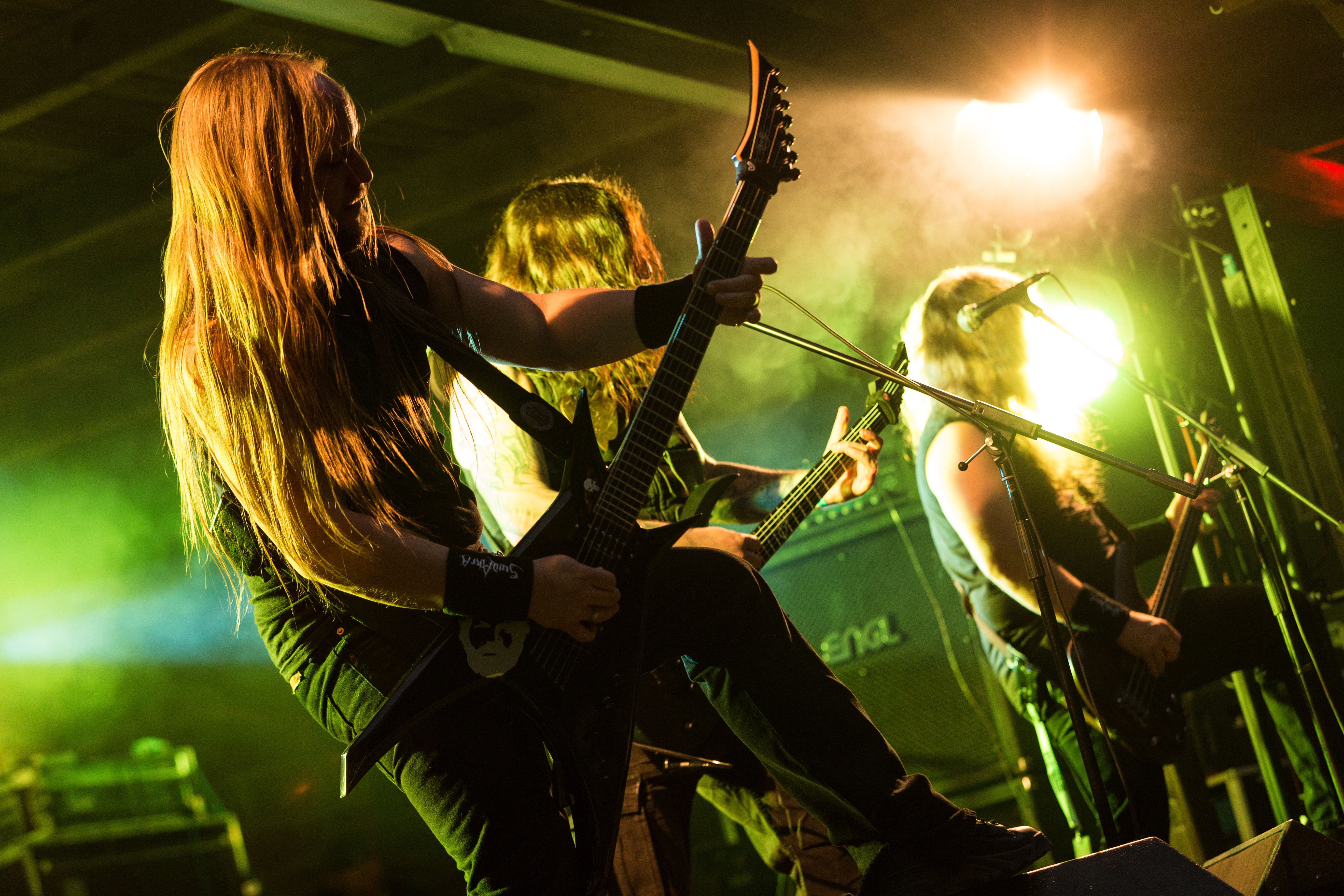
I Suidakra al Dark Troll Open Air 2017

La band è nata nel 1994 da un'idea del chitarrista Arkadius Antonik e del batterista Stefan Möller con il nome di Gloryfication, ma, prima di trovare una formazione stabile con l'arrivo della tastierista Daniela Voigt, del bassista Cristoph Zacharowski e del chitarrista Marcel Shoenen, vengono registrati due demo.
Successivamente nello stesso anno il gruppo cambia nome optando per Suidakra (il nome del chitarrista fondatore, Arkadius, letto al contrario).
Nel 1997 viene registrato il primo album autoprodotto Lupine Essence, che porta la band a firmare un contratto con l'etichette tedesca Last Episode, sotto la quale viene pubblicato l'anno successivo il secondo album Auld Lang Syne, subito dopo lo Zacharowski viene sostituito al basso da Nils Bross.
Nel biennio 1999-2000 vengono pubblicati in sequenza Lays from Afar e The Arcanum e la band si sposta verso il melodic death metal di tipico stampo svedese.
Dopo la pubblicazione di The Arcanum Daniela Voigt e Stefan Möller lasciano il gruppo e Marcel Shoenen decide invece di non suonare e dedicarsi solo al songwriting.
Nel 2001 viene firmato un contratto con la Century Media ed entrano nella band il batterista Lars Wehner e il chitarrista Germano Sanna, l'anno successivo questa formazione pubblica l'album Emprise to Avalon, ma di nuovo la formazione subisce cambiamenti, con l'abbandono di Nills Bross e il ritorno di Schoenen al posto di Sanna.
Alla lavorazione per il sesto album, Signs for the Fallen, prendono parte, per la prima volta tutti i membri della band e la band riesce a pubblicare due album con la stessa formazione, cosa che non accadeva da Auld Lang Syne.
A questo punto però sorgono problemi con la Century Media, così i Suidakra decidono di autoprodurre il settimo album Command to Charge, che verrà poi pubblicato nel 2005 dalla Armageddon Music.
L'ottavo album in studio, Caledonia, è stato pubblicato il 17 novembre 2006.
Successivamente i Suidakra passano alla Wacken Records con la quale realizzano nel 2008 il CD/DVD 13 Years of Celtic Wartunes e successivamente, nel 2009, il loro nono album Crógacht.
Nel 2011 i Suidakra cambiano ancora casa discografica passando alla AFM Records ed anche chitarrista poiché arriva nel gruppo Dat Jussi.
Con questa casa discografica realizzano due grandi album il primo nel 2011 dal titolo Book Of Dowth ed il secondo nel 2013, un concept album dal titolo Eternal Defiance. In quest'album si ha anche il debutto del nuovo bassista, Tim Siebrecht, che prende il posto di Marcus Riewaldt.

## Formazione

### Formazione attuale
- Arkadius Antonik – chitarra, voce
- Lars Wehner – batteria
- Marius "Jussi" Pesch – chitarra
- Tim Siebrecht – basso

### Turnisti
- Tina Stabel – voce
- Axel Römer – cornamusa

### Ex componenti
- Daniela Voigt – tastiera, voce (1994-2000)
- Christoph Zacharowski – basso (1994-1998)
- Nills Bross – basso (1998-2002)
- F.T. – basso (1994)
- Marcel Schoenen – chitarra, voce (1994–2000, 2005–2007)
- Matthias Kupka – chitarra, voce (1994)
- Stephan Möller – batteria, voce (1994-2000)
- Marcus Riewaldt – basso (2002-2012)
- Sebastian Hintz – chitarra (2009-2010)

## Discografia

### Album in studio
- 1997 – Lupine Essence
- 1998 – Auld Lang Syne
- 1999 – Lays from Afar
- 2000 – The Arcanum
- 2002 – Emprise to Avalon
- 2003 – Signs for the Fallen
- 2005 – Command to Charge
- 2006 – Caledonia
- 2009 – Crógacht
- 2011 – Book of Dowth
- 2013 – Eternal Defiance
- 2016 – Realms of Odoric
- 2018 – Cimbric Yarns

### Raccolte
- 2008 – 13 Years of Celtic Wartunes

### Demo
- 1995 – Dawn